# Thricops jiyaoi
Thricops jiyaoi är en tvåvingeart som beskrevs av Feng 2000. Thricops jiyaoi ingår i släktet Thricops och familjen husflugor.
Artens utbredningsområde är Sichuan (Kina). Inga underarter finns listade i Catalogue of Life.